# 焦黄笛鲷
焦黄笛鲷（学名：Lutjanus fulvus），又名黃足笛鯛，为笛鲷科笛鲷属的鱼类，俗名黄足笛鲷。分布于台湾岛等。该物种的模式产地在塔希提岛。其种加词“Fulvus”意为“红黄色的”。

## 特徵
本魚體近橢圓形，背緣呈弧狀彎曲。兩眼間隔平坦。前鰓蓋缺刻及間鰓蓋結極為顯著。上下頜具細齒多列，外列齒稍擴大，上頜前端具2至4犬齒，內列齒絨毛狀；下頜具一列稀疏細尖齒，後方者稍擴大；鋤骨齒帶三角形，其後方無突出部；腭骨亦具絨毛狀齒；舌面無齒。體被中大櫛鱗，頰部及鰓蓋具多列鱗；背鰭鰭條部及臀鰭基部具細鱗；側線以上的鱗列全部斜走；前鰓蓋骨的凹入部不明顯，有鱗片7列。體側由眼至尾基有一暗色縱帶，寬如眼徑，此帶之上下緣各有一條較狹脂白色縱帶；尾鰭暗色；背鰭基部稍暗，外緣有暗色寬帶。背鰭硬棘10枚，軟條14枚；臀鰭硬棘3枚，軟條8枚；側線鱗片數47至51枚，胸鰭長，末端達臀鰭起點；尾鰭叉形。體長可達60公分。

## 生態
棲息在珊瑚礁或岩石海岸，獨自行動。幼魚有時可發現於紅樹林區、河口或河川之下游區。夜間覓食，習性兇猛，捕食甲殼類及小魚。